# Archimerismus
Archimerismus es un género de foraminífero bentónico de la familia Hormosinellidae, de la superfamilia Hormosinelloidea, del suborden Hormosinina y del orden Lituolida. Su especie-tipo es Hyperammina subnodosa. Su rango cronoestratigráfico abarca el Holoceno.

## Discusión
Clasificaciones previas incluían Archimerismus en la subfamilia Hormosininae, de la familia Hormosinidae, de la superfamilia Hormosinoidea, así como en el suborden Textulariina del orden Textulariida o en el orden Lituolida.

## Clasificación
Archimerismus incluye a las siguientes especies:
- Archimerismus subnodosus